# Teonilio Barba
Teonilio Monteiro da Costa (Água Boa, 8 de julho de 1958), mais conhecido como Teonilio Barba ou apenas Barba, é um metalúrgico, sindicalista e político brasileiro, filiado ao Partido dos Trabalhadores (PT).
Atualmente exerce o cargo de deputado estadual pelo estado de São Paulo. 

## Biografia
Barba nasceu no interior de Minas Gerais, porém mudou-se para São Bernardo do Campo, onde veio a trabalhar como metalúrgico na Ford. A partir de 1999, tornou-se membro do comitê do sindicato da empresa.

### Vida política
Em 2014, candidatou-se ao cargo de deputado estadual, sendo eleito com 95.156 votos. Em 2018, candidatou-se e foi reeleito ao cargo com 91.394 votos.